# 苏坊镇 (武功县)
苏坊镇，是中华人民共和国陕西省咸陽市武功县下辖的一个乡镇级行政单位。

## 行政区划
苏坊镇下辖以下地区：
田庄村、铁陈村、代家村、凹里村、尉村、凤北村、凤南村、苏西村、苏东村、尧庄村、岗上村、周营村、金龙村、金塬村、瓦腰村、佑所村、李家村、武家村和凡张村。